# Hyporhamphus yuri
Hyporhamphus yuri är en fiskart som beskrevs av Collette och Parin, 1978. Hyporhamphus yuri ingår i släktet Hyporhamphus och familjen Hemiramphidae. Inga underarter finns listade i Catalogue of Life.